# 인류학
인류학(人類學, 영어: anthropology)은 인간에 관한 모든 것을 연구하는 학문이다. 따라서 연구의 대상과 범위가 매우 광범위하다. 19세기 이후 학문으로서 체계화되었으며 미국과 유럽에서 서로 다른 관심을 갖고 발전되어 왔다. 오늘날 인류학은 보다 전문적인 여러 하위 학문으로 나뉘어 있다. 하위 학문으로는 형질인류학, 고고학, 문화인류학 등이 있다. 형질인류학의 연구분야로는 인간의 기원과 진화를 다루는 분야와 현대 인류의 다양성을 연구하는 분야가 있다. 고고학은 선사시대와 같은 오래된 인류의 유적 등을 연구하여 당시의 문화 등을 규명하는 것을 주요 연구분야로 삼고 있다. 문화인류학은 오늘날 다양하게 존재하는 여러 문화들에 대해 총체적으로 연구하는 것이다. 여전히 석기를 사용하는 문화에서부터 현대 산업사회에 이르기까지 다양한 문화에 대해서 가족, 친족관계, 경제생활, 정치생활, 종교생활과 같은 여러 문화적 생활을 연구하여 해당 사회의 내적 규칙을 발견하고자 한다.
이밖에도 민족학(ethnology), 민속학(folklore) 등을 인류학에 포함시키기도 한다. 오늘날 인류학이라고 하면 사회문화인류학을 지칭하는 경우가 일반적이다. 인류학과 연관된 사회나 문화를 중심으로한 연구분야는 많은 현대이론의 형성에 영향을 끼쳤으며 핵심적 기초과학 학문이다.

## 관점
인류학의 관점은 크게 세 가지로 나뉘는데, 문화상대주의(cultural relativism)·비교문화론·총체적 접근(holistic approach)이 그것이다. 문화상대주의는 자신만의 관점으로(자신의 문화를 기준으로) 타문화를 평가하는 것을 경계하며 특정한 가치를 절대 기준으로 삼지 않아야 함을 뜻한다. 문화상대주의와 반대되는 용어로는 자민족중심주의 또는 자문화중심주의(ethno-centrism)이다. 비교문화론(또는 비교문화론적 접근)이란 연구대상이 되는 문화를 다른 문화와 상호 비교하여 서술하는 것을 말한다. 절대적인 가치 기준이 없고, 있다 하더라도 문화라는 추상적 대상을 '객관적으로' 서술할 방법은 없다. 오직 다른 문화와의 비교를 통해 서술할 수밖에 없다. 그래야 인류의 공통적인 문화라는 것에 대하여 그 뿌리나 원리(the root and the nature)를 탐구할 수 있기 때문이다. 총체적 접근이란 근대의 다른 학문들처럼 특정한 주제에 한하여 연구를 시도하는 것이 아니라, 분석적·기계적 관점으로 인간과 사회를 보는 것을 의식적으로 피하는 것을 뜻한다. 이를 통하여 문화인류학자들은 복잡한 실태를 파악하는 것이다. 다시 말하여, 문화인류학은 총체론적 관점에서 사회와 문화를 정치·종교·역사·경제·법·제도·예술 등등이 기계적으로 통합되어 있다고 보는 것이 아니라 "그 모든 것들이 하나의 총체"로서 종교가 곧 정치이고 정치가 경제이며 경제가 역사라는 안목을 강조한다. 즉 하나의 전체를 이해하기 위해 인간 개개인의 관념과 행동에 초점을 맞추어 그것이 어떻게 전체와 연결되는지에 관심을 기울이는 것이다.

## 분류
보통 형질인류학, 문화인류학, 고고학, 언어인류학으로 분류된다. 다양한 민족들에 관한 자연 그대로의 설명과 해석이 인류학의 특징이지만 그 주제나 연구방법이 고유한 것은 아니다. 인류학은 일반적으로 알려져 있듯이 역사와는 다르다. 이는 인류학이 민족·제도·종교 또는 관습에 대한 역사적인 연구를 배제하기 때문이 아니라 문서자료를 통한 설명보다 인간, 인간의 활동, 인간의 생산물에 대해 가능한 한 직접 관찰을 중요시 한다. 또한 이런 모든 연구 결과를 인간에 관한 총체적인 기록의 일부로 볼 뿐 아니라, 인류의 생물학적·문화적인 발전과 관련된 복합적인 과정을 더 깊이 이해하는 데 기여하는 것으로 본다. 마찬가지로 인간의 신체·정신의 다양성과 집단적인 차이를 연구한다는 측면에서 인류학의 접근방법은 생리학 또는 심리학과도 다르다. 인류학자들은 인류의 전역사에서 시간과 공간의 측면에서 특정 집단과 활동이 갖는 고유한 특성을 연구하고 해석하려 한다.
형질인류학은 생물학적인 관점에서 인간을 진화학적 틀에서 연구한다. 인간이 어떻게 지구상에 넓게 퍼져 살게 되었는가가 관심분야이며 어떻게 지역적으로 인류가 다르게 살고 있는가에 대한 연구등 종족으로서 인류를 연구한다.
문화인류학은 문화와 사회를 연구하는 학문이다. 민족지같은 현장에서 참여하며 관찰하는 것을 중요시 한다.
고고학은 물질적 인간문화를 연구하는 학문이다. 유물을 통한 연구가 주로 이루어진다.
언어인류학 혹은 인류학적 언어학은 인간의 의사소통과정을 이해하고자 하는 학문이다. 음성이나 비음성적인 다양한 언어를 시간과 공간, 사회적 언어의 사용 그리고 언어와 문화와의 관련을 연구한다.

### 역사에 따른 구분
인류학은 영국에 전통을 둔 사회인류학, 미국에서 발전해 온 문화인류학, 독일, 오스트리아, 네덜란드 등을 중심으로 형성된 민족학 등으로 구분할 수 있다.
현대 인류학은 수많은 갈래로 퍼져나가고 있으며, 그중 21세기 초기에 활발한 활동을 하고 있는 분야 학문 중 개발인류학, 의료인류학 등이 있다.
- 1600년대 루소와 로크의 인식론적 접근법
- 1800년대 진화론의 발상과 인종적 분류법 - 스펜서, 타일러
- 1900년대 초기 보아스
  - 보아스는 많은 제자를 두었으며 미국 인류학계의 아버지라 불린다. 그와 그의 제자들은 다양한 문화에 대한 조사기록을 축적했으며 미대륙 인디언의 문화 보존에도 노력을 기울였다. 한편 1920년대에 영국에서는 식민지에 대한 통제가 문제시되면서 사회의 안정을 연구하는 구조주의와 기능주의 인류학이 말리노프스키와 래드클리프브라운에 의해 대두되었다.
- 영국 구조주의
- 기능주의
- 구조기능주의
- 상징주의
- 탈근대론
- 신근대

## 역사

### 19세기 이전
현대 인류학은 대륙발견시대에 시작되었다. 이 시기에 기술적으로 발전해 있던 유럽 문화는 다양한 토착문화와 폭넓게 접촉하게 되었는데, 유럽인들은 이 문화들을 일괄적으로 '야만' 또는 '원시' 문화로 규정했다.

### 19세기
19세기 중반에 학문에 대한 종교적인 통제가 약화됨에 따라 인간의 기원, 인종 분류, 비교해부학, 언어와 같은 주제가 유행했고, 1859년 다윈이 〈종의 기원〉 출판을 통해 공식적으로 진화 개념을 언급함에 따라 인류발전과 시간의 흐름에 따른 사회·문화 발전에 대한 연구가 크게 활성화되었다.  당대 유행하던 주제와 비교의 관점, 진화론·우생학 등 학문의 지적 유산에 영향을 받은 인류학은, 친족형태의 진화, 문명의 진화, 종교의 진화 등을 중심적으로 연구하며 인종주의 및 제국주의의 발흥에 기여하기도 했다. 이 때 (19세기 후반) 주류였던 인류학은 단선적인 역사개념을 토대로, 모든 인간집단은 문화적인 진화의 특정 단계들, 즉 '야만' 또는 '미개' 상태를 거쳐 '문명인'(예를 들면 서구 유럽인) 단계로 발전하게 된다고 설명했다.
같은 시기에 마르크스와 그 영향을 받은 사상가들은 그와는 다른 사회진화론을 주장했다. 마르크스의 이론에 따르면 한 사회의 경제적인 생산양식이 일련의 지배원리를 결정한다. 이 지배원리는 생산양식이 변한 후에도 한동안 지체되는 것이 특징이며, 그결과 지배원리와 생산양식 사이에 갈등이 일어남으로써 새로운 사회질서가 생긴다. 이러한 통일된 이론들은 여행가·상인·선교사 들이 수집한 지식을 바탕으로 씌어진 프레이저 경의 〈황금가지 The Golden Bough〉(1890) 같은 대중적인 저서와 달리 몇 년 안 되어 학문적으로 상당한 발전을 이루었다.

#### 형질인류학
문화인류학이 독자적으로 하나의 성숙한 사회과학 분과로 발전하는 동안 형질인류학은 자연현상에서 차지하는 인간의 위치를 규정하고, 인간과 다른 영장류 사이의 차이를 알아내고, 다양한 인종의 신체적인 차이를 분류하는 일에 계속 관심을 두었다. 19세기 후반 다윈의 진화론이 일반적으로 널리 받아들여진 가운데, 형질인류학자들은 고대인류를 추적하는 데 고고학자들과 고생물학자들의 발굴 성과를 이용하기 시작했다.

### 20세기
20세기가 시작되면서 서구 유럽과 북아메리카 초기 인류학자들이 갖고 있던 강한 문화적인 편견이 점점 사라지고, 사회와 문화의 폭넓은 다양성에 대한 다원론적이고 상대주의적인 견해가 우세하게 되었다. 문화적 상대주의에 바탕을 둔 이 입장은 모든 문화를 물리적인 환경, 문화적인 접촉, 그밖의 다른 여러 가지 요소들의 독특한 산물로 파악했다. 이러한 견해에 뒤이어 경험적인 자료, 현지조사, 일정한 문화적·자연적 환경 안에서 일어나는 인간의 행동에 관한 구체적인 증거를 강조하는 경향이 생겼다. 이러한 접근방법을 행한 가장 주요한 본보기가 된 사람은 문화사학파의 시조로 알려진 독일 태생 미국의 인류학자 보아스였다. 1900년 초기에 그는 컬럼비아 대학교에서 진화론을 부정하고 고전적 인류학의 근간이 되는 네 가지 접근법 (언어학, 고고학, 문화인류학 그리고 체질인류학)의 기초를 닦았다. 보아스와 베네딕트, 미드, 사피어 등 그의 제자들은 20세기 전반을 통해 미국 인류학의 주류를 형성했다. 문화사학파는 문화적인 자료에 기능주의적인 방법으로 접근하여 한 문화에 속한 여러 다양한 양식·특징·관습을 조화시켜 표현하려 했다. 한편 프랑스의 경우 파리대학교의 민족학연구소 설립자인 모스는 인간사회를 자기조절 할 뿐 아니라, 문화통합체계를 보존하기 위해 여러 가지 방법으로 변화하는 환경에 적응하는 총체적인 체계로 보는 입장에서 연구를 진행시켰다.
모스는 프랑스의 레비스트로스, 영국의 말리노프스키와 래드클리프브라운과 같이 이질적인 접근방법을 꾀한 이들에게 상당한 영향을 미쳤다. 말리노프스키는 계속 엄격한 기능주의적인 접근방법을 추구했으며, 래드클리프브라운과 레비스트로스는 구조주의 원리를 발전시켰다. 두 학파는 사회사를 사회이론의 토대로 보지 않는 점을 제외하고는 별개의 방향으로 발전했다. 기능주의자들의 주장에 따르면 사회현상을 분석하는 단 하나의 타당한 방법은 그 현상이 사회에서 수행하는 기능을 규정하는 것이었다. 반면 구조주의자들은 사회구성원들이 신화와 상징을 통해서만 인식하는 폭넓은 현상의 구조적 성격 및 대상을 알아내려 했다.
1930년대에 베네딕트가 행한 미국 남서부 인디언에 관한 연구를 통해 문화심리학이라는 문화인류학의 파생분야가 생겨났다. 베네딕트의 주장에 따르면 문화는 천천히 발전하면서 구성원들에게 독특한 '심리적인 성향'을 갖게 하는데, 구성원들은 환경적인 요소에 상관없이 문화를 통해 정해진 방향을 따라 현실을 해석하게 된다는 것이다. 이른바 전통사회는 물론, 현대사회의 문화적인 '통합' 또는 가치체계에서 그 예를 볼 수 있는 것처럼 문화와 인성(人性)의 상호관계는 폭넓은 연구주제로서 자리잡게 되었다.

#### 형질인류학
20세기가 시작되면서 확실한 증거를 바탕으로 인종이 분류되었으며, 고등 영장류 사이의 차이점에 관한 개괄이 이루어졌다. 1900년 멘델의 일반유전법칙이 재발견되고, ABO식 혈액형계가 처음 발견되면서 종(種)의 진화적인 변화 개념은 새로운 의미를 갖게 되었다. 20세기 후반 형질인류학자들은 두개골 화석에서 나타난 증거를 바탕으로 약 50만 년 동안의 인류진화과정을 도표로 만들 수 있게 되었다.

### 현재
현대인류학의 관심과 기법은 물리학·생물학·행동과학·사회과학 등 폭넓은 전문분야에 걸쳐 있다. 예를 들면 원자물리학 덕분에 고고학적인 발굴물의 상대적인 연대를 측정하기 위한, 방사성 탄소를 이용한 연대측정법과 같은 기술이 발전했다. 여러 민족의 지리적인 기원을 알아내기 위한 연구에는 인간의 유전을 연구하는 생물학자들이 개발한 방법이 이용되고 있다. 유럽 집시들이 원래 인도 태생이었다는 추측을 입증할 수 있었던 것은 유전학 기술을 응용해 혈액형을 조사함으로써 밝혀진 사실이다. 여러 민족들의 가족관계, 근친상간 금기와 같은 종교적·법적인 관습을 이해하는 데에는 정신분석이론에 주로 바탕을 둔 심리학의 원칙이 채택되고 있다.

## 연구방법
인류학자는 현지조사(fieldwork, 현지연구, 현장연구, 현장조사 등으로 번역됨)를 통해 연구대상에게 다가간다. 이러한 방법론은 문헌연구의 허구성을 통렬히 반박하며 "발로 뛰는" 학문으로서 인류학의 실천적 성격을 형성하여왔기 때문이다. 예를 들어 무문자사회를 연구하는 경우 1년 이상 현장 연구하는 것이 기본인데, 1년이란 기간은 지구상 대부분의 사회에서 기본적인 생활의 주기를 형성하기 때문이다. 현지에서 인류학자는 먼저 해당 사회의 언어를 습득하고 라포르(rapport), 즉 현지인들과의 신뢰관계를 몇 개 월을 걸쳐서 먼저 확립하고, 실질적인 조사는 그 다음에 시도하는 것이 일반적이다.
참고로 문화인류학이라고 하면 무문자사회 또는 "미개사회"를 연구하는 것이라는 편견도 있다. 그러나 이때 무문자사회라는 것도 반드시 문명과 동떨어진 사회를 말하는 것이 아니라 문자가 있더라도 문자로 기록되지 않는 부분에 대한 연구를 수행함을 의미한다. 이처럼 '무문자사회'의 개념이 확장된 이유는 20세기 들어 국민교육이 전 세계적으로 보편화하면서 무문자사회가 점차 사라지고 있기 때문이다. 아울러 문자가 있는 사회나 심지어는 예컨대 서구와 같은 "문명사회"에 대한 조사를 할 경우도 있다. 그러한 경우, 현지조사 이전에 문헌조사를 하는 것이 권장된다.
현지조사는 내실적으로 참여관찰, 인터뷰, 설문조사법 등이 포함되는데, 그밖에 지도 그리기, 물질문화 수집, 영상촬영 및 녹음 등등의 다양한 방법이 동원된다. 또 현지조사를 할 경우에는 자신의 입장이 내부자적 입장인지 외부자적 입장인지에 따라 현지조사의 결과물인 민족지(ethnography, 문화기술지/민족지)의 서술 전략이 달라지므로 스스로의 입장에 대한 고민과 반추가 요구된다.

## 사회 기여
모든 학문은 당대의 관념을 반영하며, 특히 인류학처럼 '인간'을 연구하는 학문은 사회와 각종 영향관계가 폭넓고도 깊다. 제국주의 시대를 거치면서 인류학은 인종주의와 서구 중심주의(우월주의)의 근거를 제공하기도 하였으나, 그것은 인류학의 잘못이라기보다는 제국주의·식민주의 자체의 특성이며, 국민국가 형성기에 벌어진 타자화의 과정 속에서 다른 학문들 모두가 함께 저지른 과오이다. 그러나 인류학은 여느 학문과 달리 상대론적 세계관을 재빨리 확립하였고, 이어서 연구대상들에 대한 인간적인 관계 맺음을 통해 그들의 입장을 대변하기 시작하였다. 즉 진화주의의 오류를 극복하고, 문화를 현상적으로 파악하지 않고서는 보이지 않는 인간 내면의 각종 논리와 사고의 연구에 집중하면서 오늘날에는 지구촌 차원에서 모든 인간들이 서로 평등함을 인식케 하는데 큰 기여를 했다. 특히 소수민족 연구는 현대 도시 내에서의 타자로 전락한 수많은 마이너리티들에 대한 우호적인 태도의 기반이 되었으며, 오늘날 인류학은 사회의 긍정적인 변화에 앞장서서 각종 의제를 던지고 기존의 거대담론이 갖는 폭력성을 고발하고 있다.

## 참고 자료
- 인류학 용어집
- History of Anthropological Theory, McGee and Warms 2004
- Mapping Transdisciplinarity in Human Sciences
- Fundamental Theory of Anthropology
- 일본 국립민족학박물관 (공식 홈페이지)

## 같이 보기
- 분자인류학(영어판)
- 문화인류학
- 인류학자 목록